# St. Jacobi (Schwabstedt)

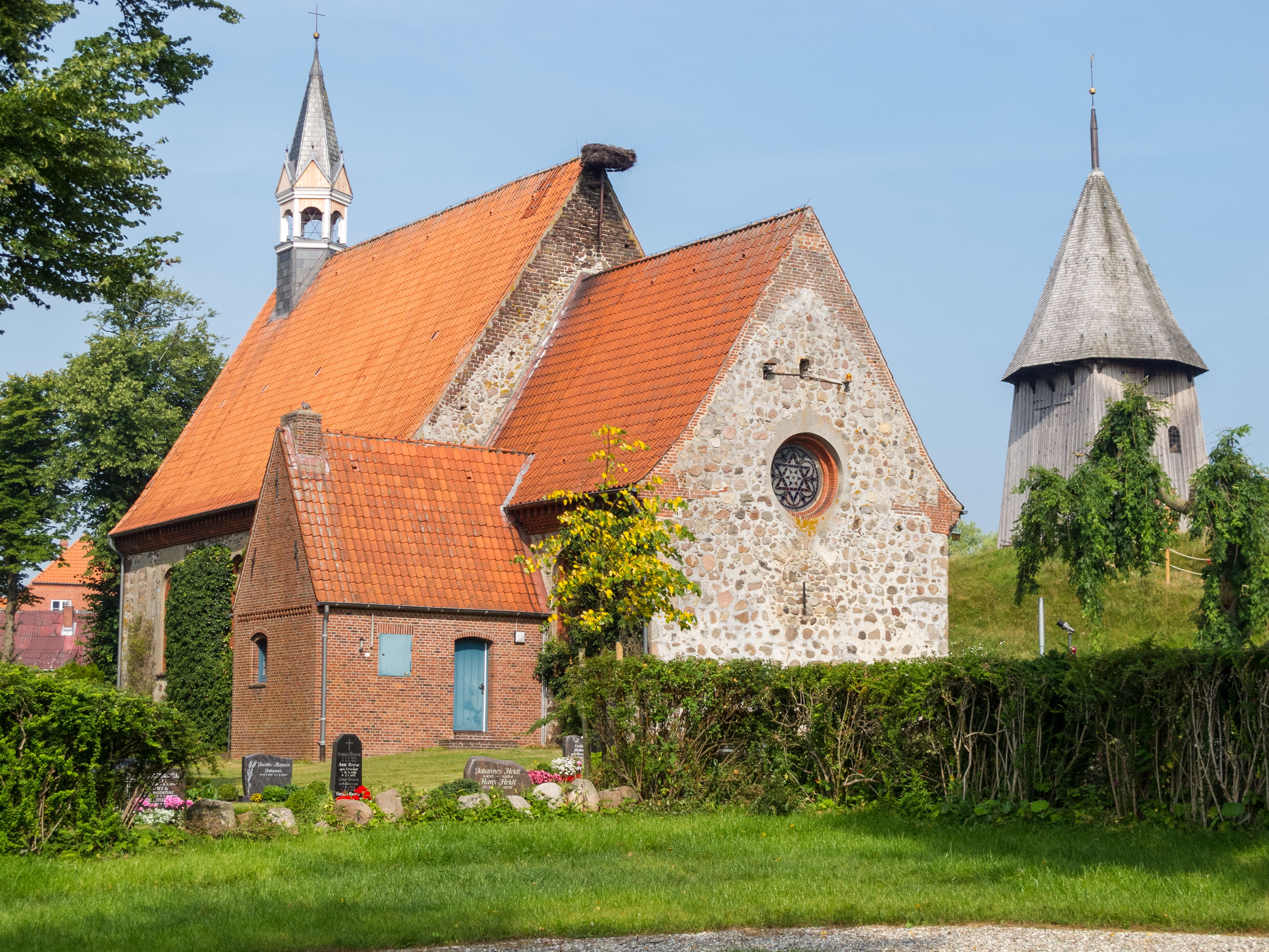
Ansicht der Kirche von Osten

Die evangelisch-lutherische Kirche St. Jacobi in Schwabstedt im Kreis Nordfriesland (Schleswig-Holstein), ursprünglich dem hl. Jakobus geweiht, ist ein mittelalterlicher Feldsteinbau mit ansehnlicher Ausstattung.

## Geschichte und Architektur
Über die frühe Geschichte des Kirchenbaus gibt es wenig verlässliche Nachrichten. Man nimmt an, dass die einfache, einschiffige Saalkirche aus Feldstein mit einem Rechteckchor kurz vor 1200 errichtet wurde. Kirchenschiff und Chor waren ursprünglich flach gedeckt. Es folgten ein spätgotischer Anbau und daneben ein Portal aus Backstein auf der Nordseite sowie ein kleinerer Anbau aus barocker Zeit.
Ab 1268 befand sich die Residenz der Bischöfe von Schleswig in Schwabstedt. Der Ort erhielt zu dieser Zeit vermutlich sogar Stadtrechte und hatte eine Befestigung. Mit einer Kapelle für den Bischof und sein Gefolge zwischen dem Ort und der auf einem Plateau an der Treeneschleife liegenden Bischofsburg bestand ein weiterer Sakralbau in Schwabstedt. Diese gotische Marienkapelle, die etwa dieselbe Größe hatte wie die Jakobikirche, war auf einem jungsteinzeitlichen Großsteingrab errichtet worden. Zuletzt erwähnt 1541 wurden die Reste des anschließend anderweitig genutzten Gebäudes erst um 1900 ganz abgetragen. Dabei wurde unter dem Kapellenbau ein Schalenstein gefunden, der als Abdeckung der Steinkiste gedient hatte. Die Jakobikirche unterstand dem Domkapitel, das das Kirchenpatronat innehatte.
Nach der Einführung der Reformation 1542 gehörte Schwabstedt zunächst als bischöfliches Amt zum Besitz des Administrators des Hochstifts Schleswig. Die Bischofsburg, die vor allem als Sitz des Amtmannes diente, ließ Herzog Adolf von Schleswig-Holstein-Gottorf, der seinem jüngeren Bruder Friedrich 1556 als Stiftsadministrator nachgefolgt war, noch Mitte des 16. Jahrhunderts zu einem kleinen Renaissanceschloss ausbauen. Der letzte wenigstens zeitweise in Schwabstedt residierende evangelische Schleswiger Bischof war der dänische Prinz Ulrich von Dänemark. Da die bischöfliche Kapelle nicht mehr existierte, ließ er die Pfarrkirche zwischen 1605 und 1615 mit der Kanzel, der Taufe und einem Lettner aus der Werkstatt von Hans Peper sowie einer neuen Orgel reich ausstatten. Ulrich, der gleichzeitig Bischof von Schwerin war, hielt sich aber vermutlich nur selten in Schwabstedt auf. Nach Ulrichs Tod 1624 fiel das Amt Schwabstedt an die dänische Krone. 1702 wurde das Amt Schwabstedt, zu dem außer Schwabstedt nur noch das Kirchspiel Treia gehörte, mit dem Amt Husum vereinigt und der Amtssitz nach Husum verlegt. Damit versank der Ort in der Bedeutungslosigkeit. Das Schloss wurde in den Folgejahren abgetragen.
Maueranker im Giebel der Kirche verweisen auf Renovierungen und Umbauten in den Jahren 1651, 1752 und 1862. 1651 wurden die Seitenmauern erhöht. 1752 wurde die Kirche „bedeutend verbessert“. 1889 fand eine einschneidende Umgestaltung statt: Der Westgiebel und Dachreiter kamen hinzu. Die bisherigen Süd- und Nordportale wurden durch das westliche Hauptportal ersetzt. Der Dachstuhl wurde umgestaltet, dabei wurde die Holzdecke in Schiff und Chor erhöht.

## Ausstattung

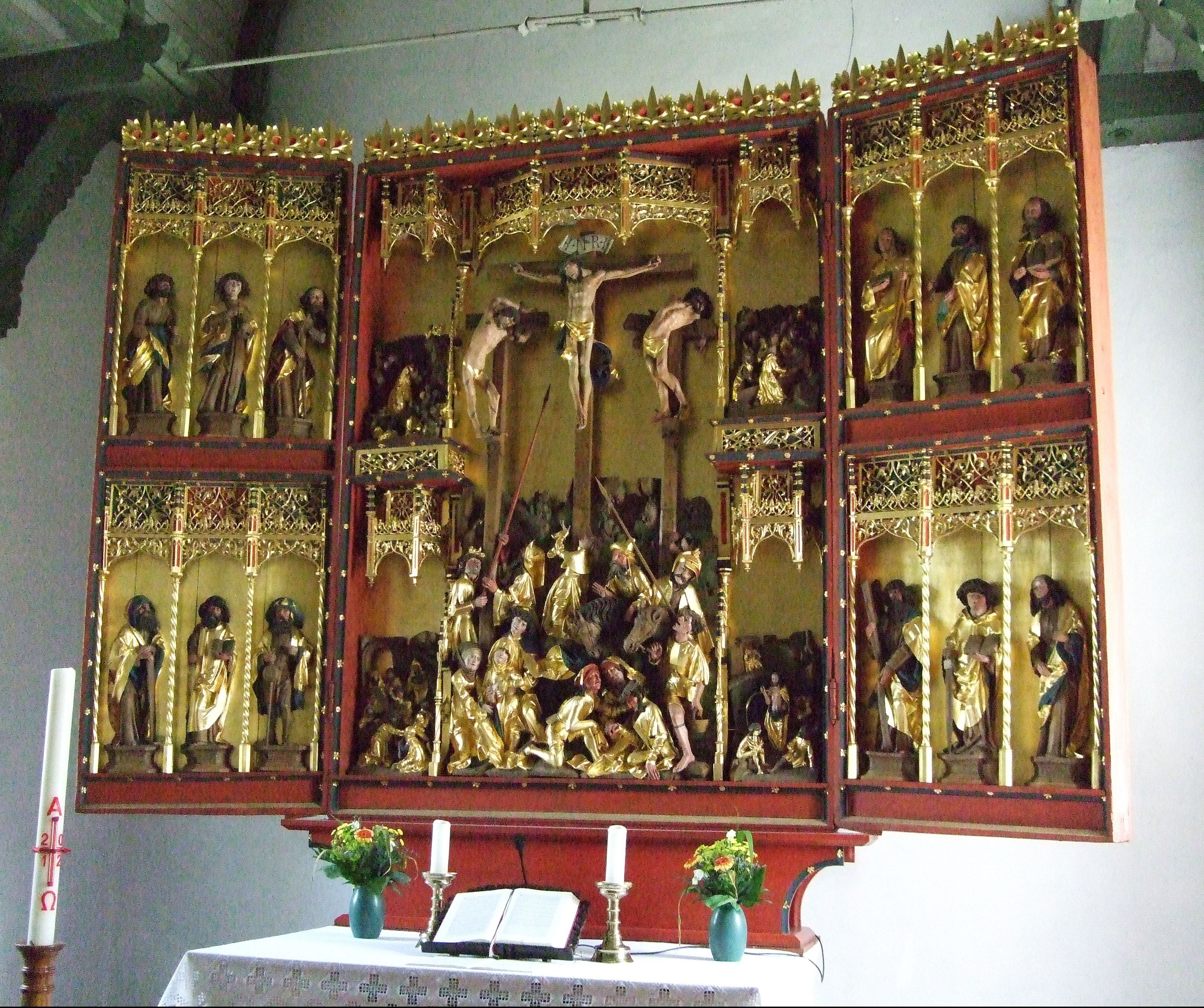
Altarretabel um 1515

### Altarretabel
Der Schnitzaltar ist das bedeutendste in der Kirche vorhandene Kunstwerk. Das mit 2,81 m Höhe und einer Breite des Mittelschreins von 2,05 m große Retabel war für den 1510 fertiggestellten Chorneubau der Marienkirche in Husum hergestellt worden. Ursprünglich besaß der Flügelaltar zwei Flügelpaare, sodass eine dreifache Wandlung möglich war. Für den bewegten Stil und die ausdrucksvollen Figuren hat man süddeutsche Vorbilder, aber eine Entstehung in Norddeutschland, vielleicht Lüneburg, um 1515 vermutet. Ein figurenreicher Kalvarienberg im Mittelschrein wird von vier Szenen der Passionsgeschichte begleitet; in den Flügeln stehen 12 Relieffiguren der Apostel. Auf den (nicht immer zugänglichen) Flügelaußenseiten befinden sich Ganzfiguren des segnenden Christus und Johannes des Täufers, gemalt 1604 von Marten van Achten nach Kupferstichen von Hendrik Goltzius und Jan Sadeler.
Beim Abriss der Husumer Kirche 1807 wurde das Retabel demontiert und an einen Privatmann verkauft. Spätestens in diesem Zusammenhang ging die Predella verloren. 1834 wurde das Retabel nach Schwabstedt verkauft und dort wieder zusammengesetzt. Das äußere Flügelpaar, auf dessen Außenseite nach einer Beschreibung von 1826 Bibeltexte aufgeschrieben waren, wurde beim Neuaufbau nicht wieder angebracht. Die vier Passionsszenen aus der Predella wurden in die Gefache neben der Kreuzigungsdarstellung im Mittelschrein versetzt. Die Heiligenfiguren, die sich dort ursprünglich befanden, existieren nicht mehr. 1862 wurde das Retabel instand gesetzt und dabei die verlorenen Schleierbretter und der Kammfries ergänzt. 1972/73 erhielt der Altar eine neue, schlichte Predella.
Theodor Storm beschreibt die ausdrucksvolle Kreuzigungsdarstellung in einer vorgeblich autobiographischen Passage seiner Novelle Aquis submersus.

### Weitere Ausstattung
Die hölzerne Taufe mit reich geschnitztem, laternenförmigem Deckel, um 1605, stammt aus der Werkstatt des Hans Peper in Rendsburg. Sie ist eine Stiftung des dänischen Prinzen und Administrators des Bistums Schleswig Ulrich von Dänemark. Die Umschrift auf dem achteckigen Deckel lautet: „Von Gots Gnaden Ulrich Erbe zu Norwegen. Administr. ATOR des Stiftes Herzog zu Schwerin Schleswig Holstein Stormar und der Dithmarschen Braiie zu Oldenburg und Delmenhorst“. Darüber befinden sich acht Wappen von Norwegen, Schwerin, Schleswig, Holstein, Stormarn, Dithmarschen, Oldenburg und Delmenhorst.
Auch die Kanzel von 1606, mit biblischen Szenen und zeittypischem Beschlagwerkornament aus der gleichen Werkstatt, ist eine Stiftung von Ulrich von Dänemark. Ulrichs Name und Wappen mit dem Wahlspruch des Hosenbandordens, dessen Mitglied Ulrich 1605 geworden war, finden sich an der Kanzel zwischen Reliefs, die den Sündenfall, die Ankündigung der Geburt Jesu an Maria, die Geburt Jesu, seine Kreuzigung und Auferstehung darstellen. Über den Reliefs steht in mittelniederdeutscher Sprache ein Bibelvers. An der Kanzelbrüstung angebracht ist eine Kanzeluhr mit vier Sanduhren. Die Kanzel wird durch eine Treppe im Mauerdurchbruch zwischen Chor und Kirchenschiff betreten.
Außerdem befindet sich in der Kirche ein Triumphkreuz aus Holz von etwa 1500, das über dem Chorbogen aufgehängt ist. Die Endscheiben des Kreuzes zeigen die Evangelistensymbole. Die Kreuzblumen und der Titulus wurden erst im 19. Jahrhundert angefügt. Das Kruzifix stammt vermutlich aus derselben Werkstatt wie auch das Kreuz in Rabenkirchen.
Von einem schreinartigen Epitaph, das ebenfalls aus der alten Husumer Marienkirche übernommen wurde, stammen zwölf an den Seitenwänden der Kirche angebrachte Gemälde aus der Zeit um 1617. Sie zeigen auf der Innenseite Szenen aus der Passionsgeschichte nach Kupferstichen von Hendrik Goltzius (1598) und außen die zwölf Apostel, die aber normalerweise nicht zu sehen sind. Der Messingkronleuchter wurde 1649 gestiftet.

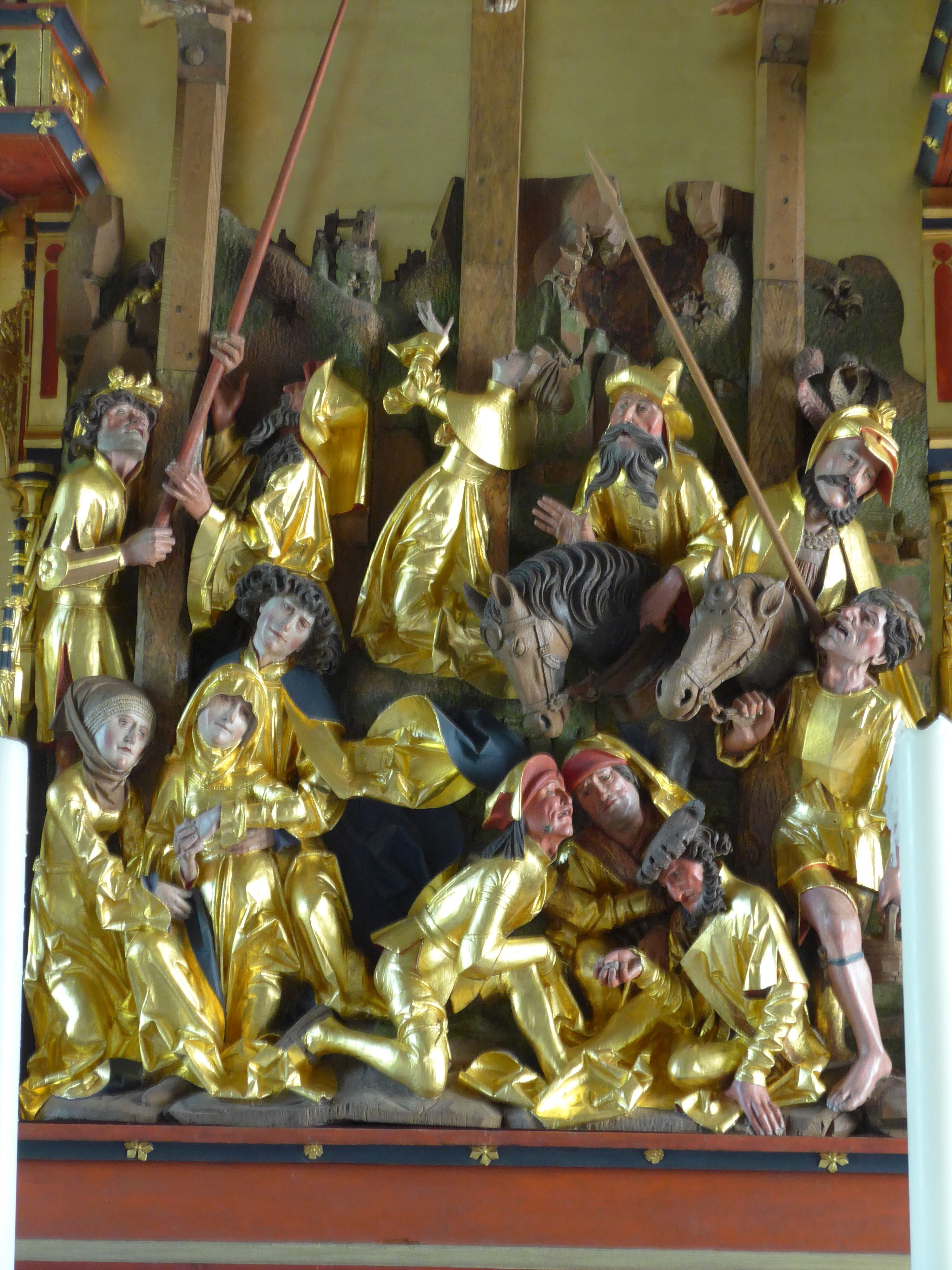
Retabel. Detail aus der Kreuzigung
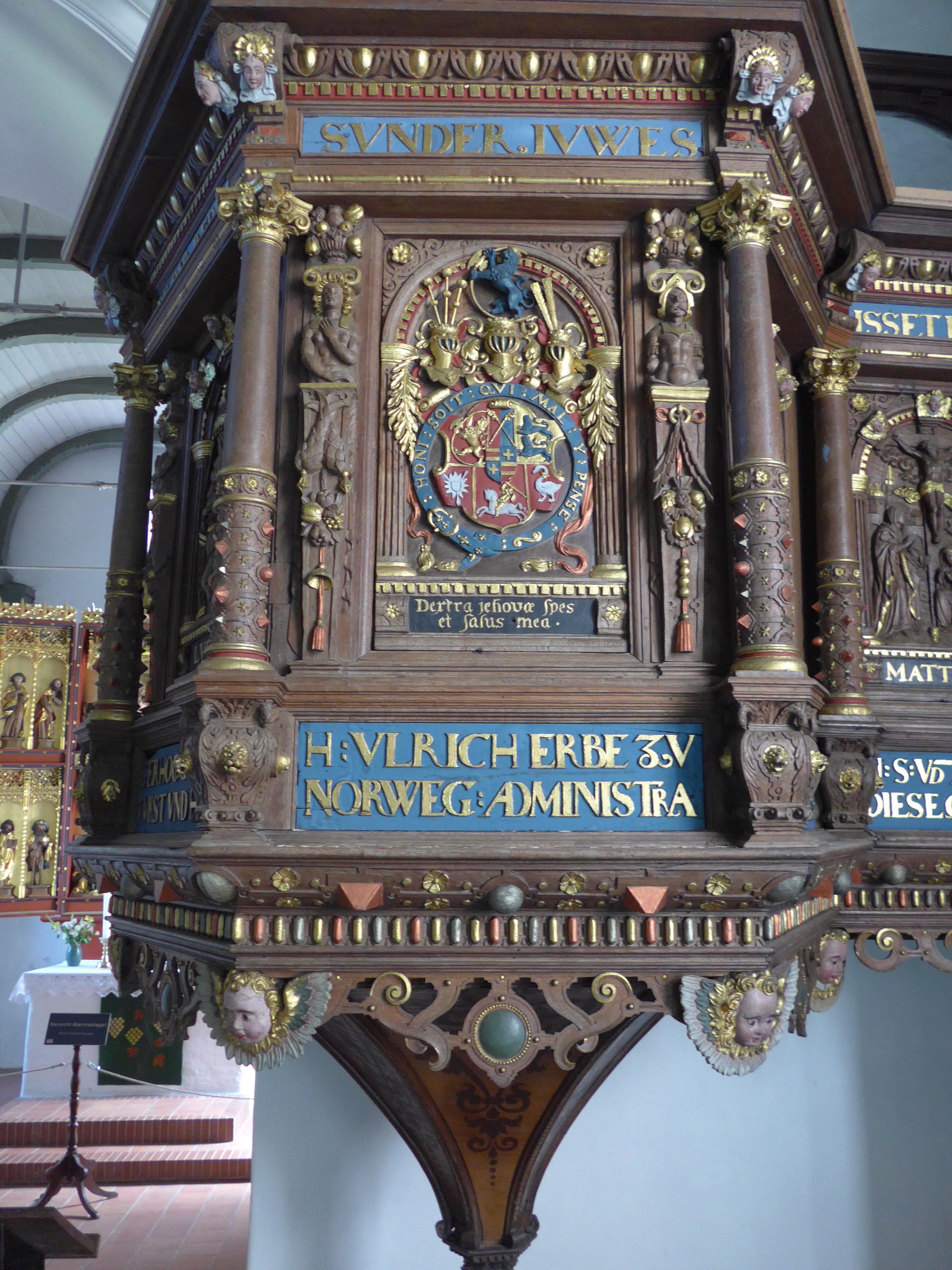
Stifterwappen an der Kanzel von 1606
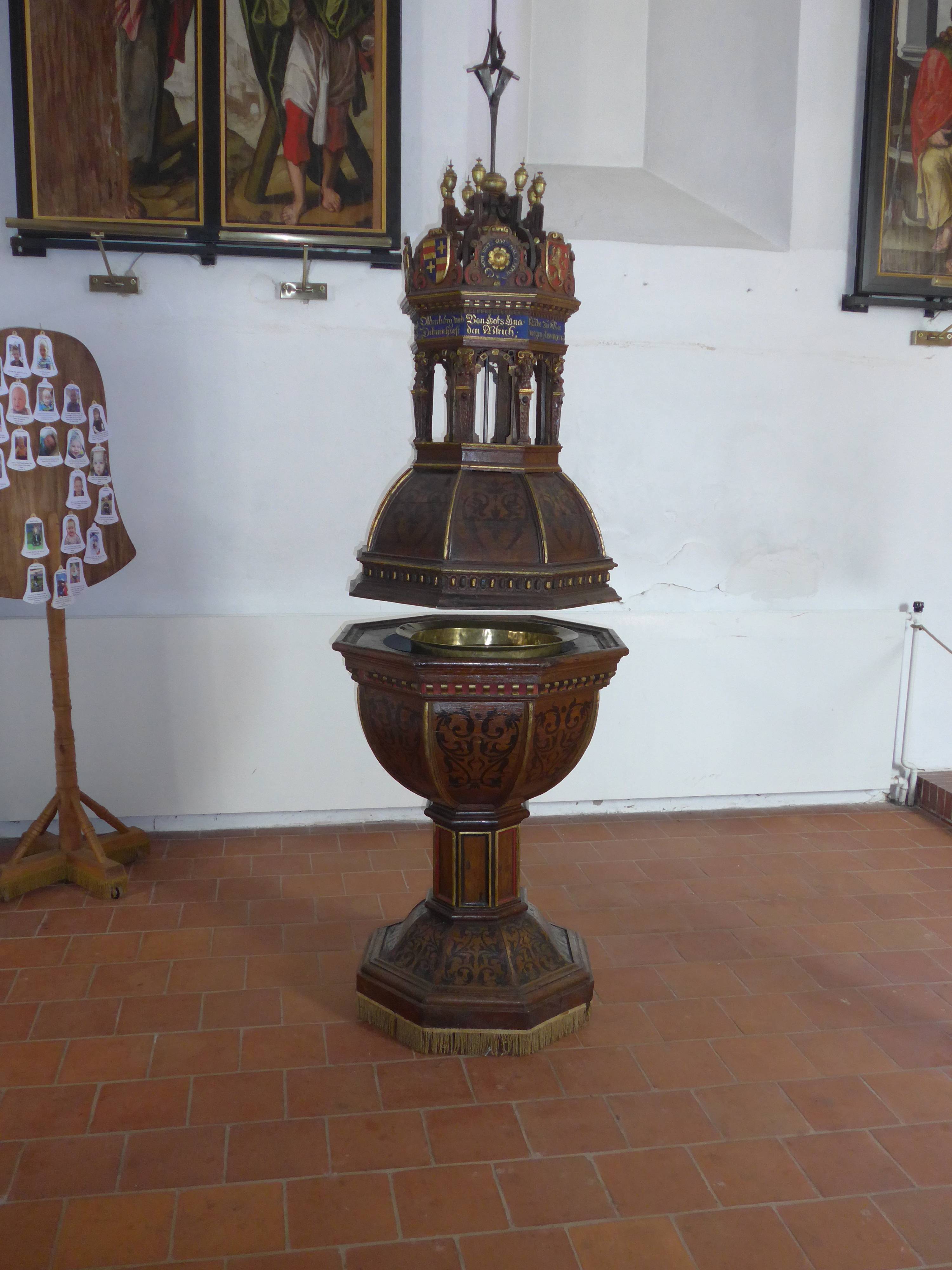
Taufbecken, um 1605
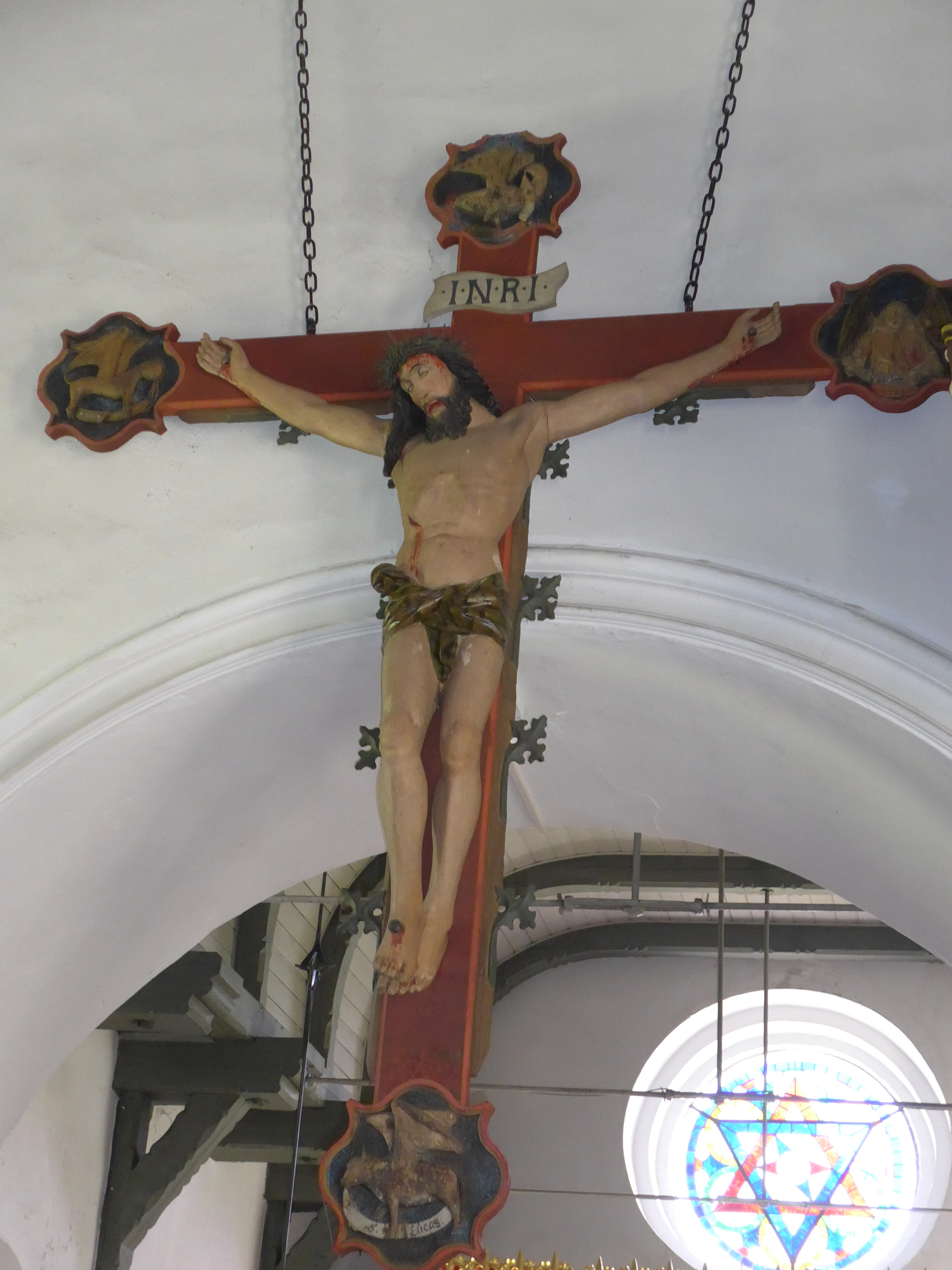
Triumphkreuz, um 1500

### Ehemalige Ausstattung
Der um 1610 geschaffene Lettner aus der Werkstatt von Hans Peper sah vermutlich ähnlich aus wie das zwei Jahre zuvor in derselben Werkstatt geschaffene Chorgitter im Meldorfer Dom. Damit sollte der Chorraum, in dem der Bischof bei seiner Anwesenheit in Schwabstedt dem Gottesdienst beiwohnte, optisch vom Kirchenschiff getrennt werden.

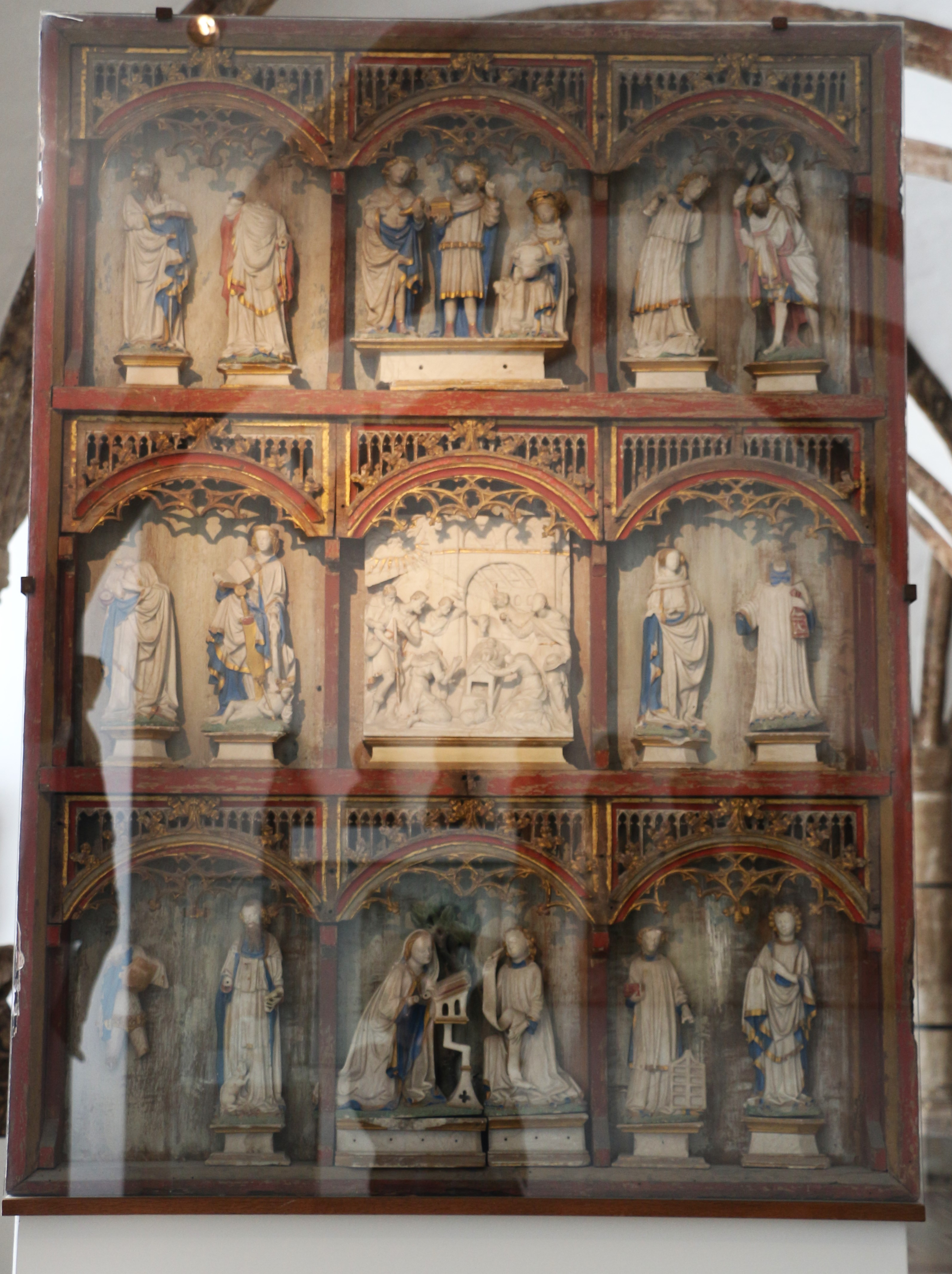
Alabasterschrein

Zu der wertvollen Ausstattung der Schwabstedter Kirche gehörte ein Alabasteraltar von etwa 1430. Er hat neun Fächer in drei Reihen. In den drei Fächern in der Mitte sind von oben die Anbetung der Heiligen Drei Könige, die Anbetung der Hirten und die Verkündigung an Maria dargestellt. Darum gruppieren sich zwölf jeweils paarweise, aber auf je einem eigenen Sockel aufgestellte Heilige, die unterschiedlich gut erhalten sind: Johannes Evangelist und Johannes der Täufer, Antonius der Große, Laurentius von Rom und einige Heilige, die zu den vierzehn Nothelfern gehören, darunter Christophorus, Katharina von Alexandrien und Georg (kann auch den Erzengel Michael darstellen). An den Löchern an der Vorderseite des Sockels befanden sich vermutlich Inschriften. Möglicherweise stand dieses für einen Hauptaltar zu kleine Retabel ursprünglich in der nicht mehr vorhandenen Kapelle neben dem Bischofsschloss, bevor es nach Abriss dieser Kapelle im Zuge der Reformation in die Pfarrkirche St. Jacobi gelangte. Möglich ist auch, dass es sich um einen 1435 erwähnte der Gottesmutter Maria geweihten Nebenaltar handelte. Als Stifter käme der 1429–1474 amtierende Schleswiger Bischof Nikolaus Wulf infrage. Im Zusammenhang mit der Neuausstattung der Kirche unter Ulrich von Dänemark wurde der Alabasteraltar 1604/08 neu zusammengesetzt. Einige Figuren wurden neu bemalt. Dabei gingen vermutlich einige Figuren und Gruppen verloren, darunter der dritte König, dessen ursprünglicher Standort durch ein Dübelloch gekennzeichnet ist. Die Flügel des Schreins wurden mit den Einsetzungsworten des Abendmahls beschriftet. Nach dem Aufbau des aus Husum erworbenen Altars wurde der Alabasteraltar laut Richard Haupt 1862 abgebrochen und der Mittelschrein mit den Alabasterfiguren „angeblich, um heimlich nach Kopenhagen entführt werden zu können, in einen Schrank zur Seite gepackt“. Nach Jahrzehnten in dem Schrank wurde er 1931 als Leihgabe ans Thaulow-Museum in Kiel gegeben und befindet sich jetzt im Schleswig-Holsteinischen Landesmuseum auf Schloss Gottorf.

## Orgel

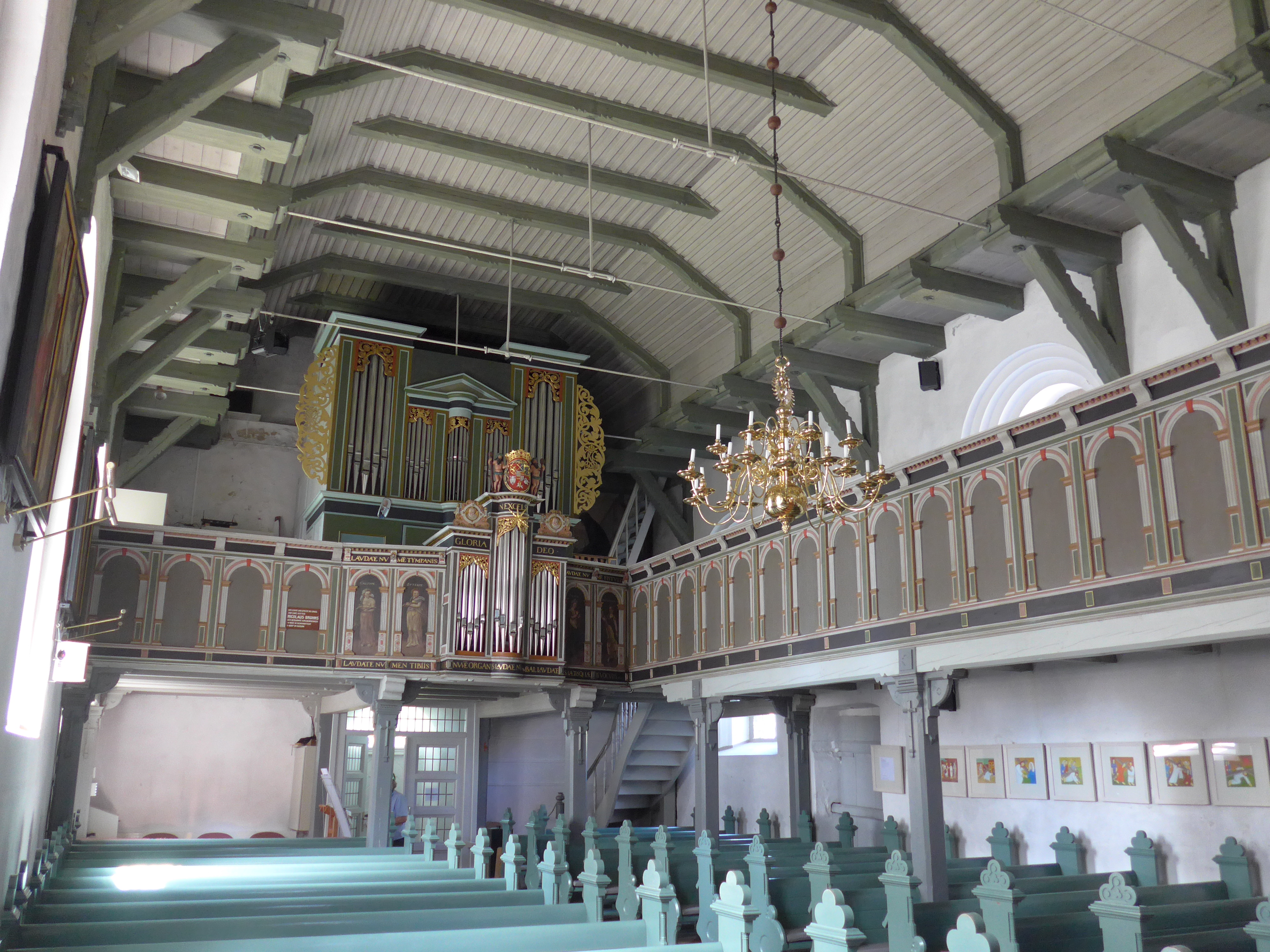
Innenansicht nach Westen mit Blick auf die Orgel

1615 schenkte Ulrich von Dänemark der Kirche eine neue Orgel. Sie wurde gebaut von Johann Lorenzen, Flensburg, verwendet wurden aber auch Teile eines Vorgängerinstruments von etwa 1530–1550. Auf dieser Orgel spielte der aus Schwabstedt gebürtige Orgelvirtuose Nicolaus Bruhns, dessen Vater Organist der Kirche war.
1888 wurde das Werk erneuert. 1980 folgte ein neues Instrument im historischen Gehäuse von Orgelbau Rudolf Neuthor, Kiel. Insbesondere Teile des Rückpositivs und seiner Schnitzereien, darunter das von zwei wilden Männern gehaltene Wappen von Ulrich von Dänemark, gehen noch auf die Orgel aus der Zeit von Nicolaus Bruhns zurück. Die ausgesägten Seitenhänge lassen Spiegelmonogramme „JK“ und „MDK“ sowie „1736“ und „renov.“ als Hinweis auf eine Renovierung erkennen. Vier Felder der anschließenden Brüstung sind mit Personifikationen der Musik bemalt und zeigen die Musen Kalliope (Epik und Saitenspiel), Euterpe (Lyrik und Flötenspiel), Erato (Gesang und Tanz) und Polyhymnia (Hymnen).
2004 wurde die Orgel für 15.000 € sechs Wochen lang saniert; 2008 waren noch einmal sechs Wochen Arbeit und 13.000 € erforderlich, um die Orgel von Schimmelpilzbefall zu befreien. Zu ihrem 30-jährigen Jubiläum 2010 wurde die Orgel mit einem Konzert von Matthias Eisenberg in Nicolaus-Bruhns-Orgel umbenannt. Die Disposition der Orgel lautet:
| I Hauptwerk C– |               |    |
| 1.             | Prinzipal     | 8′ |
| 2.             | Rohrflöte     | 8′ |
| 3.             | Oktave        | 4′ |
| 4.             | Koppelflöte   | 4′ |
| 5.             | Waldflöte     | 2′ |
| 6.             | Mixtur III–IV |    |
| 7.             | Trompete      | 8′ |

| II Rückpositiv C– |                   |    |
| 8.                | Gedeckt           | 8′ |
| 9.                | Prinzipal         | 4′ |
| 10.               | Rohrflöte         | 4′ |
| 11.               | Oktave            | 2′ |
| 12.               | Sesquialtera I-II |    |
| 13.               | Scharf III        |    |
| 14.               | Krummhorn         | 8′ |
|                   | Tremulant         |    |
|                   | Zimbelstern       |    |

| Pedal C– |           |     |
| 15.      | Subbaß    | 16' |
| 16.      | Prinzipal | 8'  |
| 17.      | Choralbaß | 4′  |
| 18.      | Fagott    | 16′ |

- Koppeln: II/I, I/P, II/P
- Traktur: Schleifladen, vollmechanisch

## Außenbereich

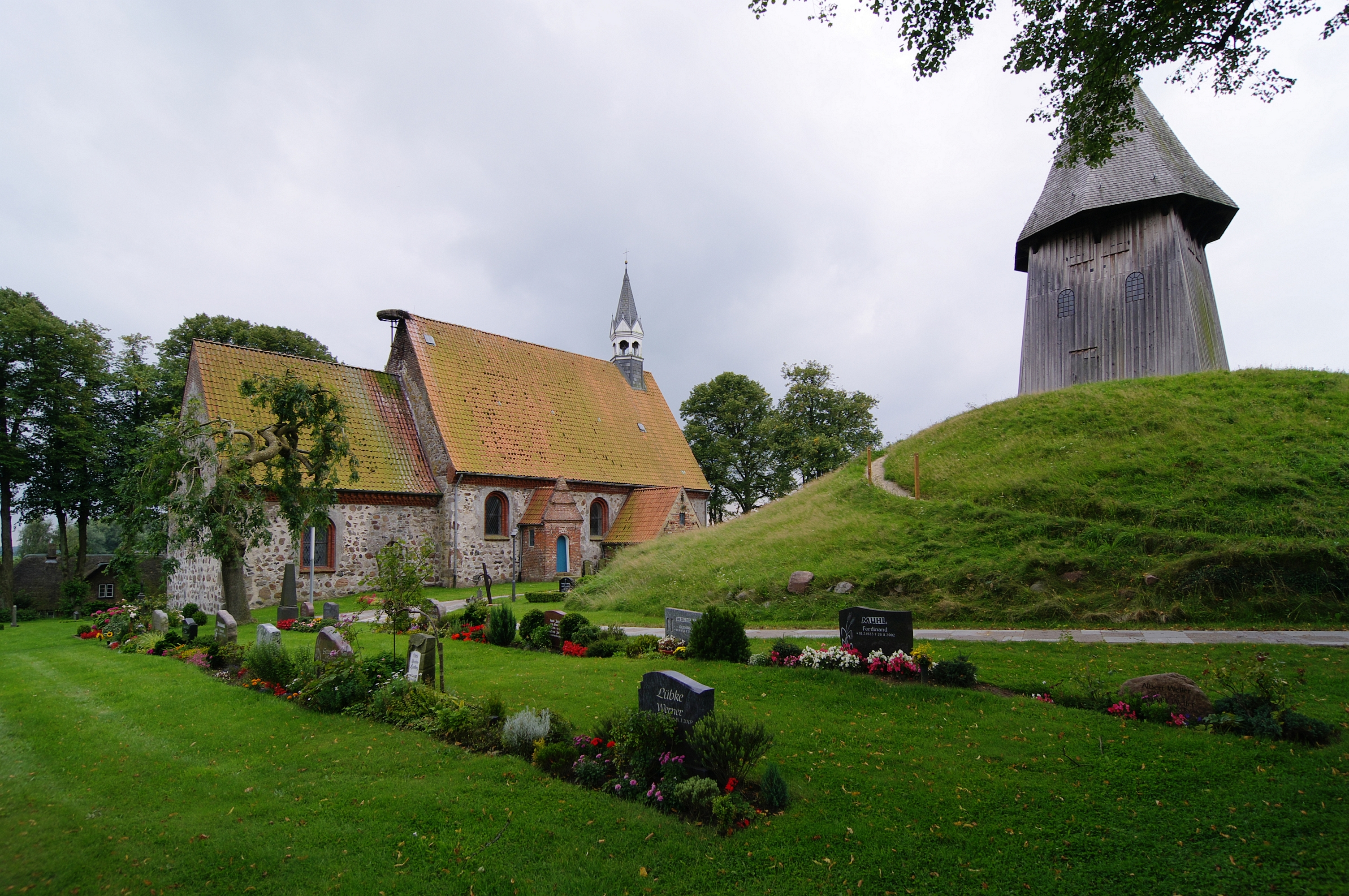
Blick auf die Kirche sowie rechts den Glockenturm auf dem Grabhügel

Man betritt den von einer Mauer umgebenen Kirchhof durch ein Mauerportal aus Backstein mit der Jahreszahl 1615.
Nördlich der Kirche erhebt sich auf einem künstlichen Hügel ein gezimmerter Glockenturm. Ob es sich bei der Erhebung um einen steinzeitlichen Grabhügel, die Überreste einer mittelalterlichen Motte oder eine Aufschüttung im Zusammenhang mit dem Bau des Glockenturms handelt, ist nicht belegt. Er ist inschriftlich auf das Jahr 1777 datiert, hatte aber nachweislich ältere Vorgänger. Im Kirchturm befindet sich ein Trauzimmer für standesamtliche Trauungen.

## Gemeinde
Schwabstedt gehörte vor der Reformation dem Schleswiger Domkapitel, das auch den Kirchherr oder Pleban genannten Ortspriester einsetzte. Die Kirche hatte mehrere Nebenaltäre und Vikarien, die aber auch der Pleban zusätzlich verwalten konnte. Ebenfalls gehörte eine Kapelle bei Seeth zum Kirchspiel. Nach der Reformation bis 1702 unterstand das Kirchspiel dem Kirchenpatronat des Bistums Schleswig bzw. des Generalsuperintendenten. Nach Auflösung des Amts Schwabstedt wurde das Kirchspiel zunächst der Propstei Gottorf zugeordnet, das ebenfalls direkt vom Generalsuperintendenten verwaltet wurde, und nach dessen Teilung der Propstei Husum. Die Kirche hatte bis ins 19. Jahrhundert hinein zwei Prediger, die von der Gemeinde gewählt wurden. Der schlechter bezahlte Diakon rückte häufig nach dem Tod des Pastors auf dessen Stelle auf.